# Чемпіонат НДР з хокею 1986—1987
Чемпіонат НДР з хокею 1987 — чемпіонат НДР, чемпіоном став клуб СК «Динамо» (Берлін) 14-й титул.

## 3 серії матчів до трьох перемог
- СК «Динамо» (Берлін) — «Динамо» (Вайсвассер) 2:3, 3:1, 3:0

### 1 серія
- СК «Динамо» (Берлін) — «Динамо» (Вайсвассер) 6:2
- «Динамо» (Вайсвассер) — СК «Динамо» (Берлін) 6:4
- СК «Динамо» (Берлін) — «Динамо» (Вайсвассер) 7:5 Б
- «Динамо» (Вайсвассер) — СК «Динамо» (Берлін) 5:4 ОТ
- СК «Динамо» (Берлін) — «Динамо» (Вайсвассер) 2:3

### 2 серія
- «Динамо» (Вайсвассер) — СК «Динамо» (Берлін) 3:4 ОТ
- СК «Динамо» (Берлін) — «Динамо» (Вайсвассер) 4:3
- «Динамо» (Вайсвассер) — СК «Динамо» (Берлін) 8:5
- СК «Динамо» (Берлін) — «Динамо» (Вайсвассер) 7:6

### 3 серія
- СК «Динамо» (Берлін) — «Динамо» (Вайсвассер) 10:2
- «Динамо» (Вайсвассер) — СК «Динамо» (Берлін) 3:9
- СК «Динамо» (Берлін) — «Динамо» (Вайсвассер) 7:1